# Parfait
Il parfait (lett. "perfetto") è un dolce al cucchiaio francese.

## Descrizione
Il parfait è un dolce con diversi elementi in comune con il semifreddo, tra cui gli ingredienti, ovvero le uova, la panna e lo zucchero. Tuttavia, a differenza del dolce italiano, il parfait ha una consistenza più vellutata e piena e sa maggiormente di uovo. Il parfait è preparato usando la crema pâte à bombe, ottenuta montando tuorli con sciroppo di acqua e zucchero a 121°C (nel semifreddo, invece, si possono anche adottare la meringa all'italiana o, più raramente, la crema pasticcera).

## Varianti

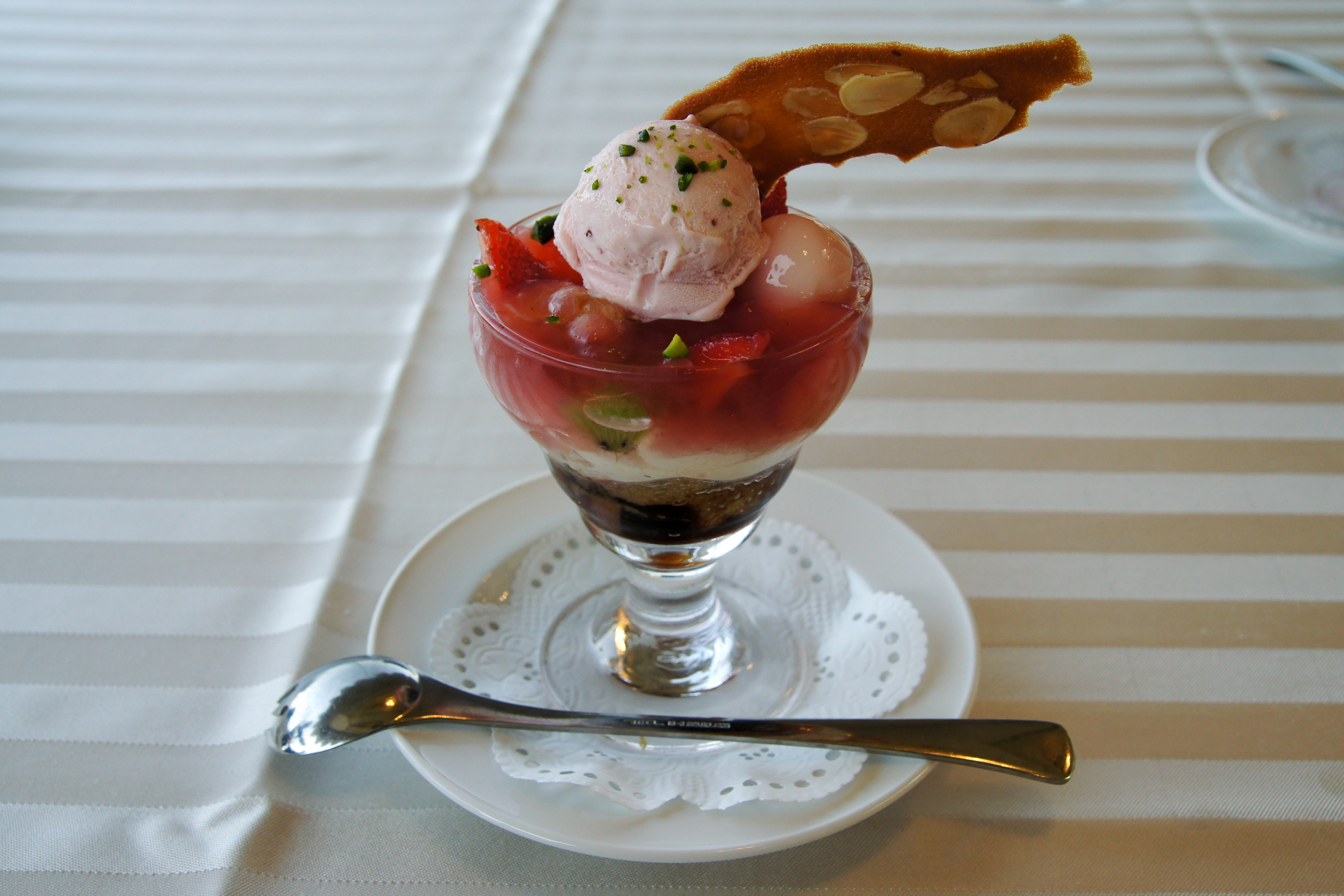
Parfait statunitense preparato in Giappone

Negli Stati Uniti il parfait è un dolce a strati, servito in un bicchiere alto, a base di gelato e sciroppo oppure frutta e panna montata. Può essere insaporito con frutta (ad es. ciliegie al maraschino) o altri ingredienti dolci a piacere. La versione statunitense del dolce si è anche diffusa in Giappone, dove può contenere tipici locali (ad es. pan di Spagna al matcha, dango e yōkan).